# Cleome bojeri
Cleome bojeri är en paradisblomsterväxtart. Cleome bojeri ingår i släktet paradisblomstersläktet, och familjen paradisblomsterväxter.

## Underarter
Arten delas in i följande underarter:
- C. b. bojeri
- C. b. leandrii